# حي الرياض (المغرب)
حي الرياض هو حي سكني وتجاري يُشكّل جزءًا من جماعة أكدال رياض التابع لبلدية الرباط، يقع في مدينة الرباط في جهة الرباط سلا زمور - زعير في المغرب. وهو حي فاخر أنيق يُعتبر واحدًا من أفخم وأرقى أحياء العاصمة المغربية الرباط.

## الموقع
يقع حي الرياض ما بين وسط مدينة الرباط وبين منتجع تمارة الساحلي، ويمتد على ما يقرب من 570 هكتارًا مغطاة بنحو 124 كيلومترًا من الطرق. ويتألف الحي بشكل أساسي من مجموعة من الفيلات والمباني الراقية، ويُعدّ واحدًا من أكثر المناطق أناقة وفخامة في مدينة الرباط.

## لمحة تاريخية
أنشئ حي الرياض في نهاية حقبة السبعينيات من القرن العشرين، ويضم الحي العديد من الوزارات والإدارات والهيئات الحكومية مثل مقر منطقة أمن الرياض، بالإضافة إلى مقر بعثة وفد من الاتحاد الأوروبي. كما يوجد به مقر العديد من الشركات المغربية والدولية، مثل مقر شركة اتصالات المغرب، ومقر شركة ميدز، ومتجر كارفور ماركت ليبلفي، ومقر شركة هولسيم المغرب. ويقع في الحيّ أيضًا مقر الجامعة الملكية المغربية لكرة القدم، ونادي وداد تمارة لكرة القدم، والذي يقيم معسكره التدريبي بالقرب من مجمع الأمير مولاي عبد الله الرياضي.

## معرض الصور

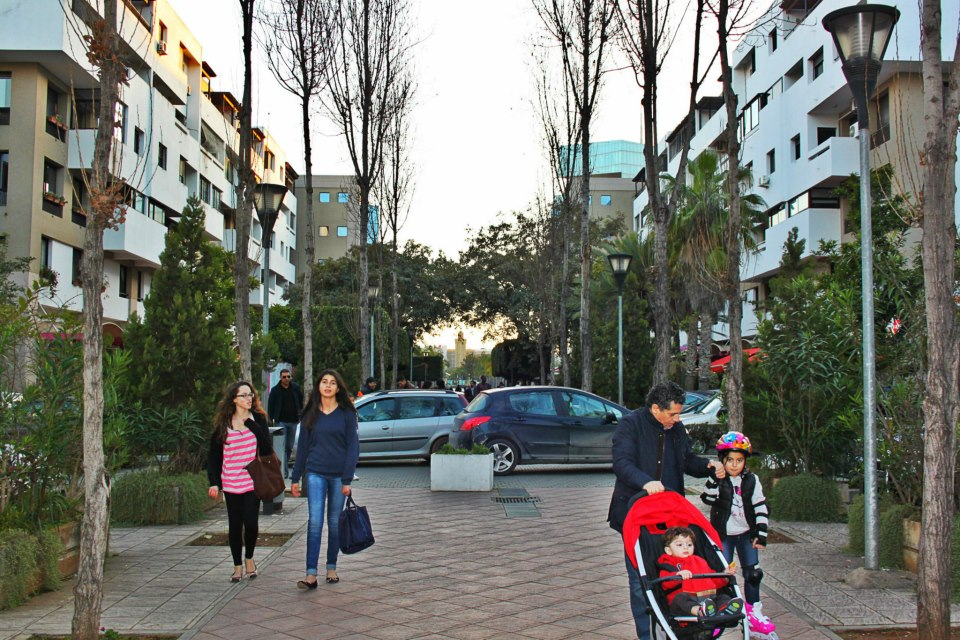
محج حي الرياض
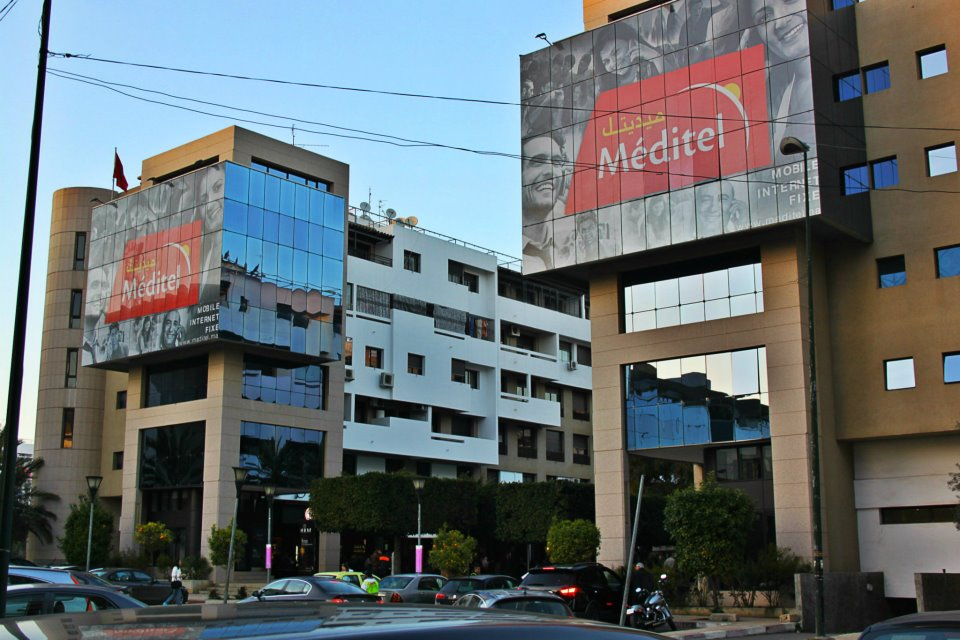
شارع المشاة في حي الرياض
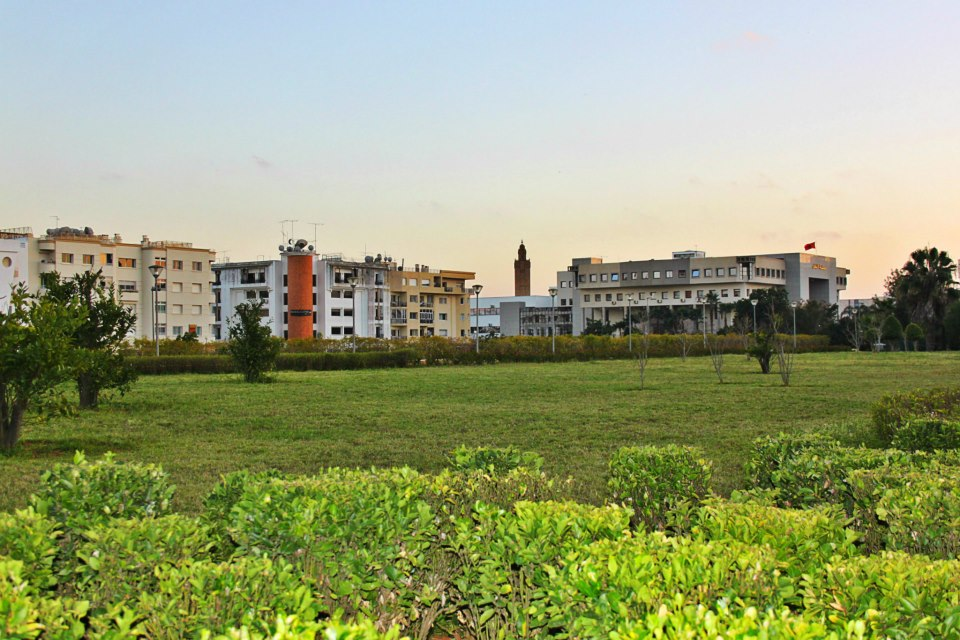
منطقة المباني